# ヌマエビ科
ヌマエビ科（ヌマエビか、学名: Atyidae ）は、エビの分類群の一つ。ヌマエビ、ヤマトヌマエビ、ミナミヌマエビなど、熱帯から温帯の淡水域に生息するエビを含む分類群である。一科のみでヌマエビ上科 Atyoidea を構成する。

## 概要
エビとしては南方系で、熱帯から亜熱帯にかけて多く分布する。日本でも日本海側や東日本では少ないが、南西諸島や暖流に面した西日本の太平洋側で種類数が多い。なお奄美群島以南の琉球語ではヌマエビ類を総称し「サイ」、または「セー」と呼ぶ。
体の大きさは多くが1cm-数cmほどで、エビ類としては比較的小型である。5対の歩脚のうち前の2対が鋏脚に変化しており、その先には剛毛が密生する。この鋏は餌をつまむのに用いられるが、剛毛が発達した種類の中には流下する餌を収集するために鋏を利用するものもいる。歩くときは後ろの3対を使う。
「沼蝦」の名の通り、川、湖、池などの淡水域で見られるが、洞窟等の地下水中に特異的に生息する種類も多い。種類毎に好みの水温・水流・光量等の差異があり、それぞれ好みの環境に棲み分ける。また汚染に弱く、生息地に農薬などが流入するとメダカなどよりも先に死滅してしまう。逆にヌマエビ類がいる環境は豊かな自然が残っているという証明にもなる。
名の通り一生を淡水で過ごす陸封型の種類が多いが、幼生時に海で成長する両側回遊型の種類もいる。これらは幼生が海流に乗って運ばれるため分布域が非常に広く、例えば日本と共通した種類はマダガスカルやフィジー諸島でも見られる。また、目立った河川が無い島嶼でも、海岸のわずかな湧水や地下水中に生息している。
食性は雑食性で、生物の死骸や藻類、デトリタスなどを食べる。生きた動物を捕食することはほとんどないが、ヤマトヌマエビなどは自分より小さい小魚やエビを捕食することがある。

## 飼育対象として

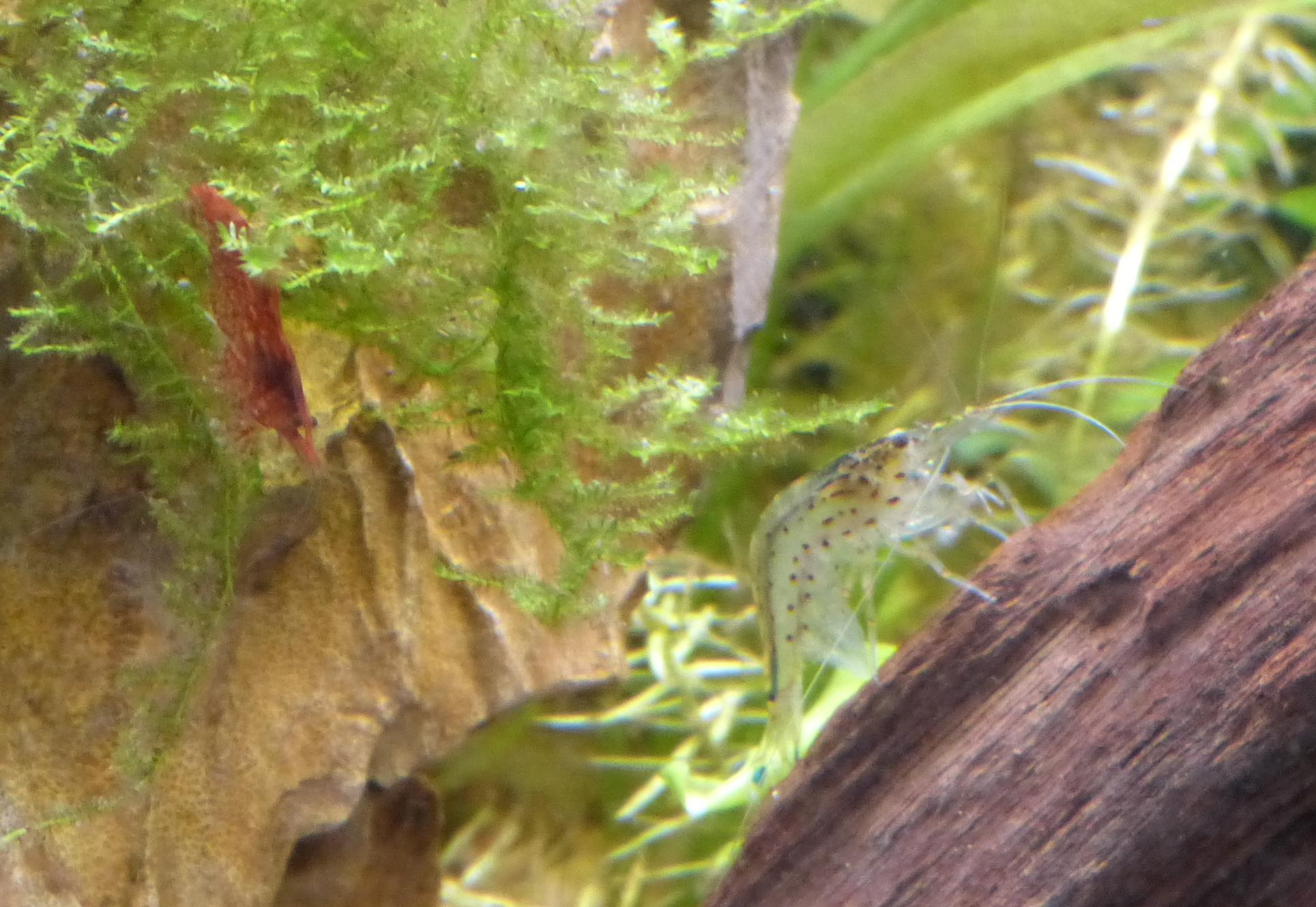
ヤマトヌマエビ（右）とレッドチェリーシュリンプ（左）

ヌマエビ類はほとんどの種類が食用には適さず、釣り餌に利用される程度だったが、現在は観賞用やタンクメイトとして、熱帯魚飼育者の間で脚光を浴びるようになった。特にヤマトヌマエビは丈夫で飼育しやすいこと、水槽内の藻類を食べて回ること、大型で見栄えがすることなどから、現在は海外の熱帯魚愛好家にもその名が知られている。トゲナシヌマエビとミナミヌマエビもわりと丈夫だが、ミゾレヌマエビやヒメヌマエビはやや長期飼育が難しい。しかしそれに伴った野生個体の乱獲と、両側回遊種の繁殖が困難なことはヌマエビ類飼育の問題点である。ミナミヌマエビは陸封型で繁殖は割と簡単だが、ヤマトヌマエビなど両側回遊型のエビは成長に海水が必要で、産卵してもなかなか成長させることができないのが多くの飼育者の現状である。
他には、ヌカエビが毒性学における毒性試験（バイオアッセイ）に用いられる。農薬等への耐性が低く、飼育や繁殖が容易であることを利用したものである。

## 分類
4亜科42属452種があり、このうち日本には7属・約20種が分布する。また化石種は2属3種のみ知られる。
| - チカヌマエビ亜科 Caridellinae Holthuis, 1986 - 属 Atyella Calman, 1906 - 2種 - 属 Caridella Calman, 1906 - 3種 - 属 Caridinides Calman, 1926 - 1種 - 属 Caridinopsis Bouvier, 1912 - 1種 - 属 Edoneus Holthuis, 1978 - 4種 - シオミズヌマエビ属 Halocaridina Holthuis, 1963 - オパエウラ等2種 - チカヌマエビ属 Halocaridinides Fujino et Shokita, 1975 - 2種 - 属 Jolivetya Cals, 1986 - 1種 - 属 Limnocaridella Bouvier, 1913 - 1種 - 属 Limnocaridina Calman, 1899 - 8種 - 属 Mancicaris Liang, Z. L. Guo et Tang, 1999 - 1種 - 属 Micratya Bouvier, 1913 - 1種 - 属 Paracaridina Liang, Z. L. Guo et Tang, 1999 - 5種 - 属 Parisia Holthuis, 1956 - 8種 - 属 Puteonator Gurney, 1987 - 1種 - 属 Pycneus Holthuis, 1986 - 1種 - 属 Pycnisia Bruce, 1992 - 1種 - ムカシヌマエビ亜科 Typhlatyinae Holthuis, 1986 - ムカシヌマエビ属（ドウクツヌマエビ属） Antecaridina Edmondson, 1954 - ドウクツヌマエビ1種 - 属 Spelaeocaris - 属 Stygiocaris Holthuis, 1960 - 2種 - 属 Typhlatya Creaser, 1936 - 17種 - 属 Typhlopatsa Holthuis, 1956 - 1種 - ヒメヌマエビ亜科 Atyinae De Haan, 1849 - 属 Archaeatya Villalobos, 1959 - 1種 - 属 Atya Leach, 1816 - 13種 - ミナミオニヌマエビ属 Atyoida Randall, 1840 - ミナミオニヌマエビ（クリスタルロックシュリンプ）等3種 - オニヌマエビ属 Atyopsis Chace, 1983 - 2種 - 属 Australatya Chace, 1983 - 1種 - ヒメヌマエビ属 Caridina H. Milne Edwards, 1837 - ヤマトヌマエビ、トゲナシヌマエビ、ミゾレヌマエビ、ツノナガヌマエビ、ヒメヌマエビ等現生種279種、化石種1種 - 属 Jonga Hart, 1961 - 1種 - カワリヌマエビ属 Neocaridina Kubo, 1938 - ミナミヌマエビ、イシガキヌマエビ、イリオモテヌマエビ等23種 - 属 Potimirim Holthuis, 1954 - 4種 - 属 Sinodina Liang et Cai, 1999 - 12種 - 属 Typhlocaridina Liang et Yan, 1981 - 3種 - ヌマエビ亜科 Paratyinae Holthuis, 1986 - 属 Atyaephyra de Brito Capello, 1867 - 3種 - 属 Dugastella Bouvier, 1912 - 2種 - 属 Palaemonias Hay, 1902 - 2種 - ヌマエビ属 Paratya Miers, 1882 - ヌマエビ、ヌカエビ、オガサワラヌマエビ等15種 - 属 Syncaris Holmes, 1900 - 2種 - 属 Troglocaris Dormitzer, 1853 - 13種 - （亜科不明） - †属 Delclosia Rabadà, 1993 - 化石種2種 - 属 Gallocaris Sket et Zakšek, 2009 - 1種 - 属 Lancaris Cai et Bahir, 2005 - 2種 - 属 Marosina Cai & Ng, 2005 - 2種 |

### おもな種類
オニヌマエビ Atyopsis spinipes (Newport, 1847)
体長2-5cmほど。額角が短く、体は太くずんぐりしている。前の2対の歩脚に長い毛が生えて筆のように変化しており、流下物を捕えて食べる。南西諸島を含む西太平洋沿岸に分布する。「ロックシュリンプ」という名称でアクアリウムで飼育されるエビもオニヌマエビの近縁種である。
ヤマトヌマエビ Caridina multidentata Stimpson, 1860
体長3-4cmほど。額角が短く、複眼が黒くて大きい。体側には赤い斑点が線状に4列並ぶが、オスでは点線に、メスでは破線になる。動きは活発で、網ですくうと跳ねずに歩きだす。西日本からフィジー、マダガスカルまで分布し、川の上流から中流にかけて生息する。観賞用として人気がある。
トゲナシヌマエビ C. typus H. Milne Edwards, 1837
体長2-3cmほど。額角が短く、体型も他のヌマエビ類よりずんぐりしている。体色は一様に褐色がかって地味な個体が多いが、黒や青緑色の個体、背中に白っぽい縦線が走る個体もいる。網ですくうとヤマトヌマエビと同様に歩きだす。西日本から東南アジア、フィジーまで分布する。
ミゾレヌマエビ C. leucosticta Stimpson, 1860
体長2-3cmほど。トゲナシヌマエビとは逆に額角が長く、体型も細長い。メスの成体は灰褐色を帯び、体側に小さな白点が散在するのでこの和名がある。西日本から南西諸島に分布する。遡上する習性はあまり強くなく、海にほど近い下流域に多い。
ツノナガヌマエビ C. grandirostris Stimpson, 1860
体長2-3cmほどで、ミゾレヌマエビよりやや小型。和名通り額角が長く、反りかえる。従来は C. longirostris H. Milne Edwards, 1837 とされていたが別種とされた。日本では九州南部から南西諸島にかけて分布する。
ヒメヌマエビ C. serratirostris De Man, 1892
体長1-2cmほど。小型だが赤、茶、紫など体色が変異に富む。背中に白っぽい縦線が走る個体と、数本の白い横しまがある個体とがいる。あまり活発ではなく、物かげに隠れる性質が強い。ミゾレヌマエビと同じく下流域に多い。西日本から東南アジア、オーストラリア北部、マダガスカルまで分布する。
オパエウラ Halocaridina rubra Holthuis, 1963
体長1.2-1.5cmほど。赤い個体から白い個体まで幅がある。成体は淡水から海水まで広く適応するが、繁殖には汽水と隠れ場所が必要。ハワイ諸島の anchialine pool 「陸封潮溜まり」と呼ばれる汽水域にのみ分布する固有種。ハワイアンレッドシュリンプ、スカーレットシュリンプ、ピクシーシュリンプ、ホロホロシュリンプ等、多くの名前で呼ばれている。
ミナミヌマエビ Neocaridina denticulata De Haan, 1844
体長1-2.5cmほど。メス成体は褐色や緑黒色など体色が変異に富むが、背中中央に白線が入り、体側に「ハ」の字形の縞模様が並ぶことが多い。発生に塩分を必要とせず、一生を川で過ごす。日本（静岡県焼津市以西、琵琶湖以南の本州､四国､九州）、朝鮮半島、台湾、中国に分布する。
ヌマエビ Paratya compressa De Haan, 1844
体長は2-3cmほど。額角とは別に、目の上に小さな棘（眼上棘）があること、歩脚に外肢があることでヒメヌマエビ属と区別できる。西日本から南西諸島に分布する。同属のヌカエビ P. improvisa Kemp, 1917 は東日本に分布する。

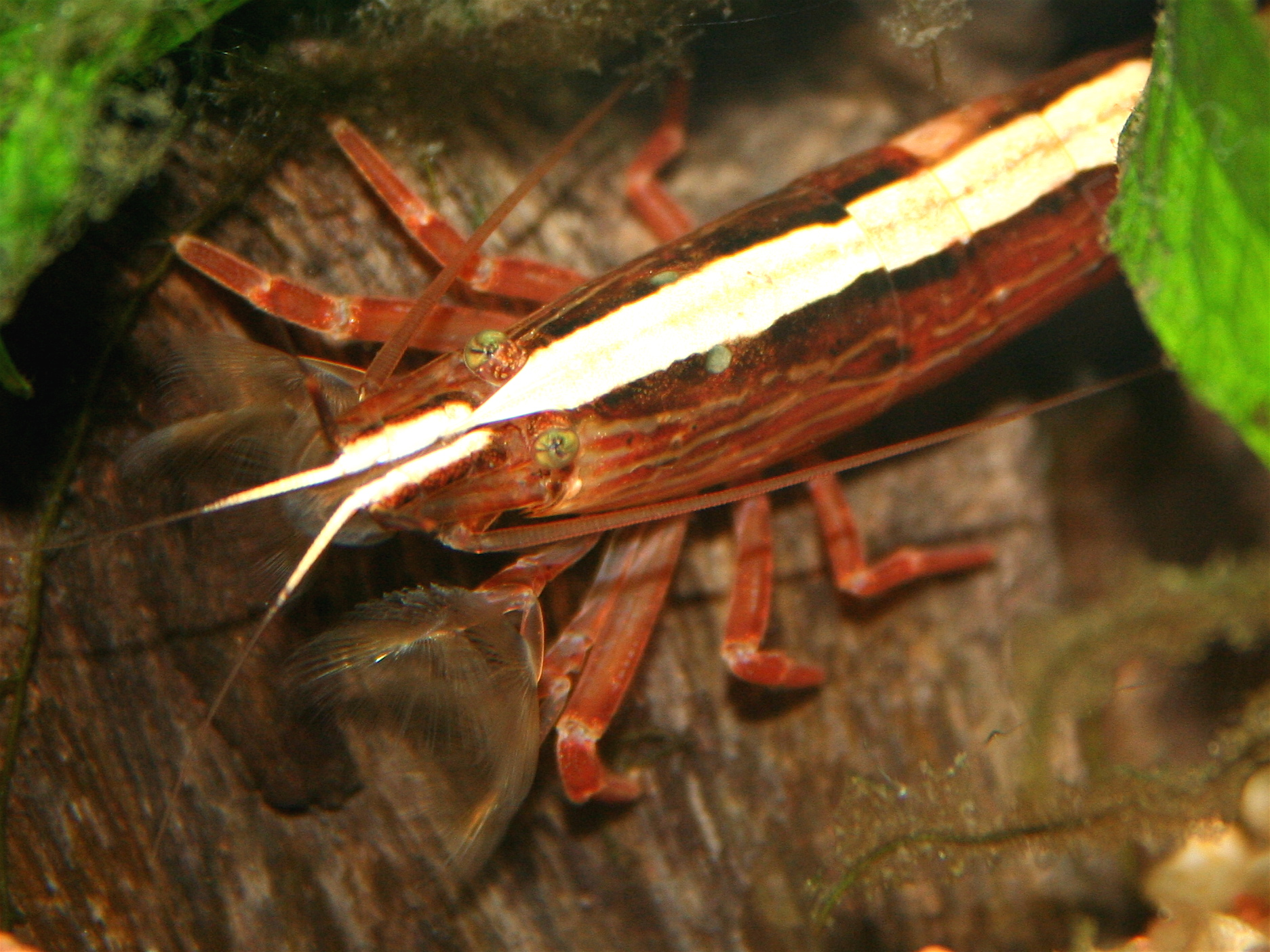
オニヌマエビの一種 Atyopsis moluccensis。長い毛がある2対の歩脚を振りかざす
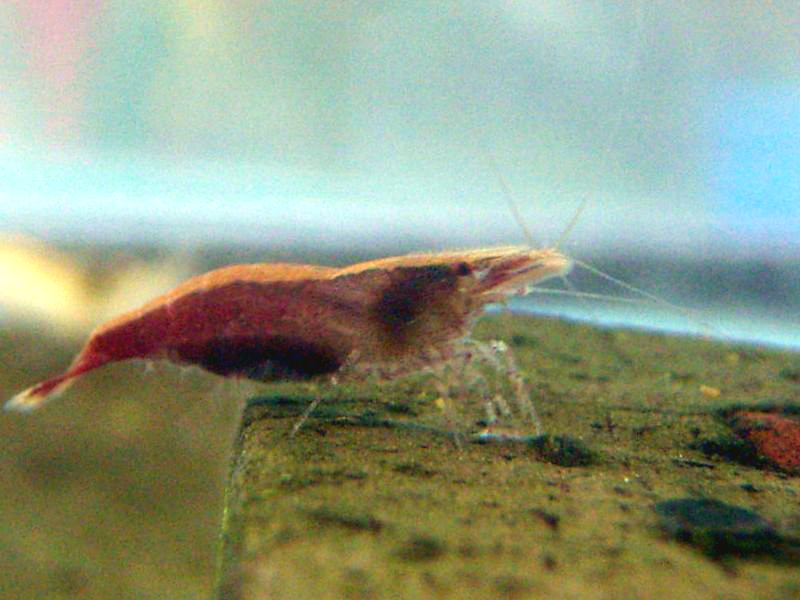
ヒメヌマエビのメス。背中に白い縦線がある個体。抱卵している
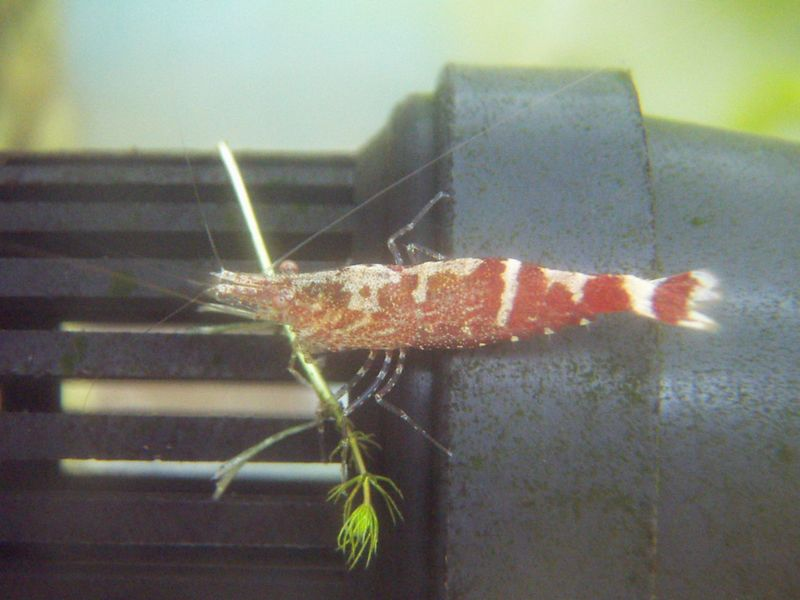
ヒメヌマエビのメス。背中に数本の横しまがある個体